# Oberpiesing
Oberpiesing ist ein Gemeindeteil des Marktes Marktl im oberbayerischen Landkreis Altötting.

## Lage
Das Dorf liegt 2,5 km nordwestlich des Kernortes Marktl in einer Innschleife. Im Osten fließt die Alz, knapp 2 km südlich verläuft die Bundesautobahn 94, nördlich schließt sich der Golfplatz Marktl an.
Westlich erstreckt sich das rund 750 ha große Naturschutzgebiet Untere Alz, im Nordosten das rund 205 ha große Naturschutzgebiet Innleite bei Marktl mit Dachlwand.

## Geschichte
Bis zur Gebietsreform in Bayern war Oberpiesing ein Gemeindeteil der Gemeinde Schützing. Am 1. Januar 1970 wurde diese aufgelöst, Oberpiesing kam zur Gemeinde Marktl.

## Sehenswürdigkeiten
In der Liste der Baudenkmäler in Marktl sind für Oberpiesing zwei Baudenkmale aufgeführt:
- Das mit dem Jahr 1787 bezeichnete Bauernhaus (Oberpiesing 5) ist ein Rottaler Wohnstallhaus mit zwei reich geschnitzten Giebelschroten. Das Obergeschoss ist ein verbretterter Blockbau.
- Die neu errichtete Kapelle (Wasserfeld) hat eine alte Ausstattung vorzuweisen.